# Беджель
Беджель, фрамбезия и пинта (также называемые невенерическим сифилисом) — это инфекции, вызванные трепонемами, бактериями формы спирохет, родственными возбудителю сифилиса. Своеобразная разновидность тропического трепонематоза, наблюдающаяся в основном у детей возрасте от 2 до 15 лет в арабских странах и проявляющаяся поражением на её разных стадиях кожного покрова, а на поздних — костной системы. В настоящее время беджель встречается преимущественно в арабских странах (Сирия, Йемен, Ирак, Иордания, Объединенные Арабские Эмираты), Индии и Афганистане.
Установлено, что возбудитель беджель — Treponema bejol, фрамбезии — T. pertenue, пинты — T. carateum. По другим данным, эти виды являются подвидами сифилисной бактерии, и в таком случае записываются как T. pallidum endemicum, T. pallidum pertenue и T. pallidum carateum соответственно.

## Передача
Источником заражения служит больной человек, который с эрозированных элементов сыпи выделяет возбудителей, которые попадают на травмированную кожу или слизистые. Распространению беджель способствуют неблагоприятные социально-экономические условия жизни и низкий уровень личной гигиены. В основе патогенеза заболевания лежит локальное размножение инфекционного агента в месте первичного аффекта и его дальнейшая диссеминация по организму. Вследствие этого в тканях возникает реакция гиперчувствительности замедленного типа.

## Течение болезни
Инкубационный период болезни составляет от нескольких недель до 2-3 месяцев. По его завершении начинается ранний период. Он характеризуется образованием небольшой, безболезненной язвы на слизистой оболочке полости рта, миндалин, языка, губ и носоглотки, которая самостоятельно разрешается. 
Во вторичном периоде появляются распространённые папулы, в складках — кондиломы. В этом периоде вовлекается костная система, поражаются длинные трубчатые кости. Длительность вторичного периода составляет от 1 месяца до года. 
Затем наступает латентная стадия длительностью от 1 года до 5 лет. Клинические проявления в этом периоде отсутствуют. 
В ряде случаев также развивается поздний период. На коже и подкожной клетчатке образуются бугорки и гуммы. Они вскрываются и изъязвляются с формированием рубцов. Гуммозный процесс в области глотки гортани, приводит к ринофарингиту и деформации носоглотки.